# Saison 2021-2022 du Stade français Paris rugby
Cette page présente la saison 2021-2022 du Stade français Paris rugby en Top 14 et en Coupe d'Europe.

## Entraîneurs
- Gonzalo Quesada : entraîneur en chef
- Kobus Potgieter : entraîneur adjoint
- Laurent Sempéré : entraîneur des avants
- Julien Arias : entraîneur des arrières

## Effectif
| Nom                  | Poste            | Naissance         | Nationalité      | Sélection nationale | Dernier club                     | Arrivée au club (année) |
| -------------------- | ---------------- | ----------------- | ---------------- | ------------------- | -------------------------------- | ----------------------- |
| Paul Alo-Emile       | Pilier           | 21 décembre 1991  | Samoa            |                     | Melbourne Rebels                 | 2015                    |
| Quentin Bethune      | Pilier           | 25 septembre 1995 | France           | -                   | SU Agen                          | 2019                    |
| Vasil Kakovin        | Pilier           | 1er décembre 1989 | Géorgie          |                     | Racing 92                        | 2020                    |
| Giorgi Melikidze     | Pilier           | 24 mai 1996       | Géorgie          |                     | Kharebi Rustavi                  | 2015                    |
| Nemo Roelofse        | Pilier           | 6 juin 1995       | Afrique du Sud   | -                   | USON Nevers                      | 2021                    |
| Clément Castets      | Pilier           | 5 mai 1995        | France           | -                   | Stade toulousain                 | 2021                    |
| Lucas Da Silva       | Talonneur        | 19 décembre 1997  | France           | -                   | Formé au club                    | 2017                    |
| Tolu Latu            | Talonneur        | 23 février 1993   | Australie        |                     | Waratahs                         | 2019                    |
| Laurent Panis        | Talonneur        | 23 avril 1993     | France           | -                   | Formé au club                    | 2009                    |
| Pierre-Henri Azagoh  | 2e ligne         | 25 juillet 1998   | France           |                     | RC Massy                         | 2019                    |
| Matthieu de Giovanni | 2e ligne         | 10 janvier 1994   | France           | -                   | Formé au club                    | 2014                    |
| Paul Gabrillagues    | 2e ligne         | 3 juin 1993       | France           |                     | Formé au club                    | 2014                    |
| Yoann Maestri        | 2e ligne         | 14 janvier 1988   | France           |                     | Stade toulousain                 | 2018                    |
| JJ van der Mescht    | 2e ligne         | 4 mai 1999        | Afrique du Sud   | -                   | Natal Sharks                     | 2021                    |
| Antoine Burban       | 3e ligne         | 22 juillet 1987   | France           |                     | PUC                              | 2006                    |
| Ryan Chapuis         | 3e ligne         | 12 décembre 1997  | France           | -                   | Formé au club                    | 2018                    |
| Charlie Francoz      | 3e ligne         | 3 juin 1998       | France           | -                   | Stade Rochelais                  | 2017                    |
| Loïc Godener         | 3e ligne         | 13 août 1995      | France           | -                   | FC Grenoble                      | 2019                    |
| Talalelei Gray       | 3e ligne         | 28 février 1990   | Australie        | -                   | Stade toulousain                 | 2018                    |
| Marcos Kremer        | 3e ligne         | 30 juillet 1997   | Argentine        |                     | Jaguares                         | 2020                    |
| Sekou Macalou        | 3e ligne         | 20 avril 1995     | France           |                     | RC Massy                         | 2015                    |
| Romain Briatte       | 3e ligne         | 18 février 1993   | France           | -                   | SU Agen                          | 2021                    |
| Arthur Coville       | Demi de mêlée    | 4 février 1998    | France           | -                   | RC Vannes                        | 2017                    |
| James Hall           | Demi de mêlée    | 2 janvier 1996    | Afrique du Sud   | -                   | Oyonnax rugby                    | 2019                    |
| Nicolas Sanchez      | Demi d'ouverture | 26 octobre 1988   | Argentine        | -                   | Jaguares                         | 2018                    |
| Joris Segonds        | Demi d'ouverture | 6 avril 1997      | France           | -                   | Stade aurillacois                | 2019                    |
| Léo Barré            | Demi d'ouverture | 20 août 2002      | France           | -                   | RC Massy                         | 2020                    |
| Alex Arrate          | Centre           | 24 juin 1997      | France           | -                   | Biarritz olympique               | 2018                    |
| Julien Delbouis      | Centre           | 4 août 1999       | France           | -                   | RC Massy                         | 2018                    |
| Atu Manu             | Centre           | 24 juillet 1998   | Tonga            | -                   | US Carcassonne                   | 2020                    |
| Ngani Laumape        | Centre           | 22 avril 1993     | Nouvelle-Zélande |                     | Hurricanes                       | 2021                    |
| Harry Glover         | Centre           | 31 décembre 1995  | Angleterre       | à 7                 | Équipe d'Angleterre de rugby à 7 | 2021                    |
| Lester Etien         | Ailier           | 21 juin 1995      | France           | -                   | RC Massy                         | 2018                    |
| Adrien Lapègue       | Ailier           | 21 octobre 1998   | France           | -                   | Aviron bayonnais                 | 2018                    |
| Sefanaia Naivalu     | Ailier           | 7 janvier 1992    | Australie        |                     | Queensland Reds                  | 2019                    |
| Waisea Nayacalevu    | Ailier           | 26 juin 1990      | Fidji            |                     | Melbourne RUFC (en)              | 2012                    |
| Kylan Hamdaoui       | Arrière          | 15 avril 1994     | France           | -                   | Biarritz olympique               | 2018                    |
| Telusa Veainu        | Arrière          | 26 décembre 1990  | Tonga            |                     | Leicester Tigers                 | 2020                    |

## Calendrier et résultats

### Top 14
| - Stade français - Racing 92 : 21-36 - Union Bordeaux Bègles - Stade français : 37-10 - RC Toulon - Stade français : 38-5 - Stade français - Castres olympique : 34-10 - CA Brive - Stade français : 19-12 - Stade français - ASM Clermont : 22-14 - USA Perpignan - Stade français : 22-23 - Stade français - Lyon OU : 23-18 - Section paloise - Stade français : 18-9 - Stade français - Montpellier HR : 27-31 - Biarritz olympique - Stade français : 17-14 - Stade français - Stade rochelais : 25-20 - Stade toulousain - Stade français : 28-29 | - Racing 92 - Stade français : 33-22 - Stade français - Union Bordeaux Bègles : 18-31 - Stade français - RC Toulon : 26-24 - Castres olympique - Stade français : 15-9 - Stade français - CA Brive : 17-33 - ASM Clermont - Stade français : 29-26 - Stade français - USA Perpignan : 27-17 - Lyon OU - Stade français : 26-22 - Stade français - Section paloise : 21-18 - Montpellier HR - Stade français : 30-3 - Stade français - Biarritz olympique : 65-19 - Stade rochelais - Stade français : 32-13 - Stade français - Stade toulousain : 23-16 |

#### Classement Top 14
| Rang | Club                  | J  | V  | N | D  | Bo | Bd | Pm  | Pe  | Diff | Pts |
| ---- | --------------------- | -- | -- | - | -- | -- | -- | --- | --- | ---- | --- |
| 1    | Castres olympique     | 26 | 17 | 1 | 8  | 5  | 1  | 565 | 529 | +36  | 76  |
| 2    | Montpellier HR        | 26 | 15 | 2 | 9  | 4  | 6  | 619 | 503 | +116 | 74  |
| 3    | Union Bordeaux Bègles | 26 | 15 | 1 | 10 | 5  | 5  | 610 | 484 | +126 | 72  |
| 4    | Stade toulousain      | 26 | 15 | 0 | 11 | 6  | 5  | 638 | 432 | +206 | 71  |
| 5    | Stade rochelais       | 26 | 15 | 0 | 11 | 6  | 5  | 640 | 466 | +174 | 71  |
| 6    | Racing 92             | 26 | 16 | 0 | 10 | 4  | 2  | 661 | 568 | +93  | 70  |
| 7    | ASM Clermont          | 26 | 14 | 0 | 12 | 6  | 4  | 649 | 557 | +92  | 66  |
| 8    | RC Toulon             | 26 | 13 | 2 | 11 | 4  | 5  | 572 | 504 | +68  | 65  |
| 9    | Lyon OU               | 26 | 13 | 0 | 13 | 6  | 6  | 637 | 558 | +79  | 64  |
| 10   | Section paloise       | 26 | 11 | 1 | 14 | 1  | 3  | 568 | 664 | -96  | 50  |
| 11   | Stade français Paris  | 26 | 11 | 0 | 15 | 2  | 4  | 544 | 651 | -107 | 50  |
| 12   | CA Brive              | 26 | 9  | 1 | 16 | 4  | 4  | 453 | 631 | -178 | 46  |
| 13   | USA Perpignan P       | 26 | 9  | 0 | 17 | 2  | 5  | 491 | 664 | -173 | 43  |
| 14   | Biarritz olympique P  | 26 | 5  | 0 | 21 | 1  | 3  | 449 | 885 | -436 | 24  |

### Coupe d'Europe

#### Phase de poule
Dans la coupe d'Europe, le Stade français fait partie de la poule B et est opposée aux Anglais du Bristol Bears et aux Irlandais du Connacht Rugby.
| - Connacht Rugby - Stade français : 36-9 - Stade français - Bristol Bears : Annulé 0 - 0 | - Bristol Bears - Stade français : 28-17 - Stade français - Connacht Rugby : 37-31 |

| Rang | Club                  | J | V | N | D | Bo | Bd | Pm  | Pe  | Diff | Pts |
| ---- | --------------------- | - | - | - | - | -- | -- | --- | --- | ---- | --- |
| 1    | Leicester Tigers      | 4 | 4 | 0 | 0 | 3  | 0  | 102 | 64  | +38  | 19  |
| 2    | Harlequins            | 4 | 4 | 0 | 0 | 3  | 0  | 135 | 101 | +34  | 19  |
| 3    | Munster               | 4 | 4 | 0 | 0 | 2  | 0  | 115 | 47  | +68  | 18  |
| 4    | Bristol Bears         | 4 | 3 | 1 | 0 | 3  | 0  | 108 | 28  | +80  | 17  |
| 5    | Connacht              | 4 | 1 | 0 | 3 | 3  | 3  | 118 | 105 | +13  | 10  |
| 6    | Union Bordeaux Bègles | 4 | 1 | 1 | 2 | 1  | 1  | 58  | 54  | +4   | 8   |
| 7    | Stade toulousain (T)  | 4 | 1 | 1 | 2 | 1  | 0  | 61  | 65  | -4   | 7   |
| 8    | Stade français Paris  | 4 | 1 | 1 | 2 | 1  | 0  | 63  | 95  | -32  | 7   |
| 9    | Cardiff Rugby         | 4 | 1 | 0 | 3 | 2  | 1  | 85  | 118 | -33  | 7   |
| 10   | Wasps                 | 4 | 1 | 1 | 2 | 0  | 0  | 51  | 102 | -51  | 6   |
| 11   | Castres olympique     | 4 | 0 | 0 | 4 | 1  | 4  | 77  | 91  | -14  | 5   |
| 12   | Scarlets              | 4 | 0 | 1 | 3 | 0  | 0  | 31  | 125 | -94  | 2   |

Avec 1 victoire, 1 nul et 2 défaites, le Stade français termine 8e de la poule B et est qualifié pour les huitièmes de finale.

#### Phases finale
En huitièmes de finale, les soldats roses retrouvent leurs voisins alto-sequanais qu'il ne parviennent pas à battre lors de cette double confrontation. Ils finissent donc ainsi leur parcours européen après avoir néanmoins réussi à sortir des phases de poules.

##### Huitièmes de finale
Aller:
| 19 avril 2022 18 h 30 | Stade français                                   | 9 - 22 (6 - 12) | Racing 92 | Stade Jean Bouin, Paris Arbitre : Luke Pearce |
| 19 avril 2022 18 h 30 | Pénalité(s) : 3 Segonds (37e,40e), Sanchez (70e) | Rapport         | Essai(s) : 1 Fickou (60e) Transformation(s) : 1 Le Garrec (60e) Pénalité(s) : 5 Le Garrec (14e, 20e 23e 30e 76e) | Stade Jean Bouin, Paris Arbitre : Luke Pearce |
| 19 avril 2022 18 h 30 |                                                  | Rapport         | | Stade Jean Bouin, Paris Arbitre : Luke Pearce |

Retour:
| 17 avril 2022 16 h 30 | Racing 92 | 33 - 22 (13 - 22) | Stade français | Paris La Défense Arena, Nanterre Arbitre : Nika Amashukeli |
| 17 avril 2022 16 h 30 | Essai(s) : 4 pénalité (35e), Thomas (43e, 77e), Lauret (73e) Transformation(s) : 1 Le Garrec (44e) Pénalité(s) : 3 Le Garrec (19e, 30e, 55e) Carton(s) jaune(s) : 1 Gomes Sa (26e) | Rapport           | Essai(s) : 3 Veainu (5e), Lapègue (21e, 37e) Transformation(s) : 2 Sanchez (5e, 38e) Pénalité(s) : 1 Sanchez (13e) Carton(s) jaune(s) : 2 Naivalu (19e), Castets (26e) Carton(s) rouge(s) : 1 Naivalu (35e) | Paris La Défense Arena, Nanterre Arbitre : Nika Amashukeli |
| 17 avril 2022 16 h 30 | | Rapport           | | Paris La Défense Arena, Nanterre Arbitre : Nika Amashukeli |

## Statistiques

### Championnat de France
| Rang | Joueur            | Poste            | Points | Essais | Transf. | Pén. | Drops |
| ---- | ----------------- | ---------------- | ------ | ------ | ------- | ---- | ----- |
| 1    | Joris Segonds     | Demi d'ouverture | 189    | -      | 21      | 48   | 1     |
| 2    | Nicolas Sanchez   | Demi d'ouverture | 53     | -      | 7       | 13   | -     |
| 3    | Waisea Nayacalevu | Ailier           | 45     | 9      | -       | -    | -     |
| -    | Kylan Hamdaoui    | Arrière          | 45     | 9      | -       | -    | -     |

| Rang | Joueur            | Poste         | Essais |
| ---- | ----------------- | ------------- | ------ |
| 1    | Waisea Nayacalevu | Ailier        | 9      |
| -    | Kylan Hamdaoui    | Arrière       | 9      |
| 3    | Lester Etien      | Ailier        | 6      |
| 4    | Arthur Coville    | Demi de mêlée | 3      |
| -    | Sekou Macalou     | 3e ligne aile | 3      |
| -    | Sefanaia Naivalu  | Ailier        | 3      |

### Coupe d'Europe
| Rang | Joueur          | Poste            | Points | Essais | Transf. | Pén. | Drops |
| ---- | --------------- | ---------------- | ------ | ------ | ------- | ---- | ----- |
| 1    | Nicolas Sanchez | Demi d'ouverture | 31     | -      | 5       | 7    | -     |
| 2    | Adrien Lapègue  | Ailier           | 20     | 4      | -       | -    | -     |
| 3    | Joris Segonds   | Demi d'ouverture | 13     | -      | 2       | 3    | -     |

| Rang | Joueur         | Poste         | Essais |
| ---- | -------------- | ------------- | ------ |
| 1    | Adrien Lapègue | Ailier        | 4      |
| 2    | Léo Barré      | Demi de mêlée | 1      |
| -    | Antoine Burban | 3e ligne aile | -      |
| -    | Ryan Chapuis   | 3e ligne aile | -      |
| -    | Kylan Hamdaoui | Arrière       | -      |
| -    | Telusa Veainu  | Arrière       | -      |
| -    | Ngani Laumape  | Centre        | -      |